# Nakayama Noboru
Noboru Nakayama (sinh ngày 7 tháng 7 năm 1987) là một cầu thủ bóng đá người Nhật Bản.

## Sự nghiệp câu lạc bộ
Noboru Nakayama đã từng chơi cho Cerezo Osaka.